# Hans Herrmann

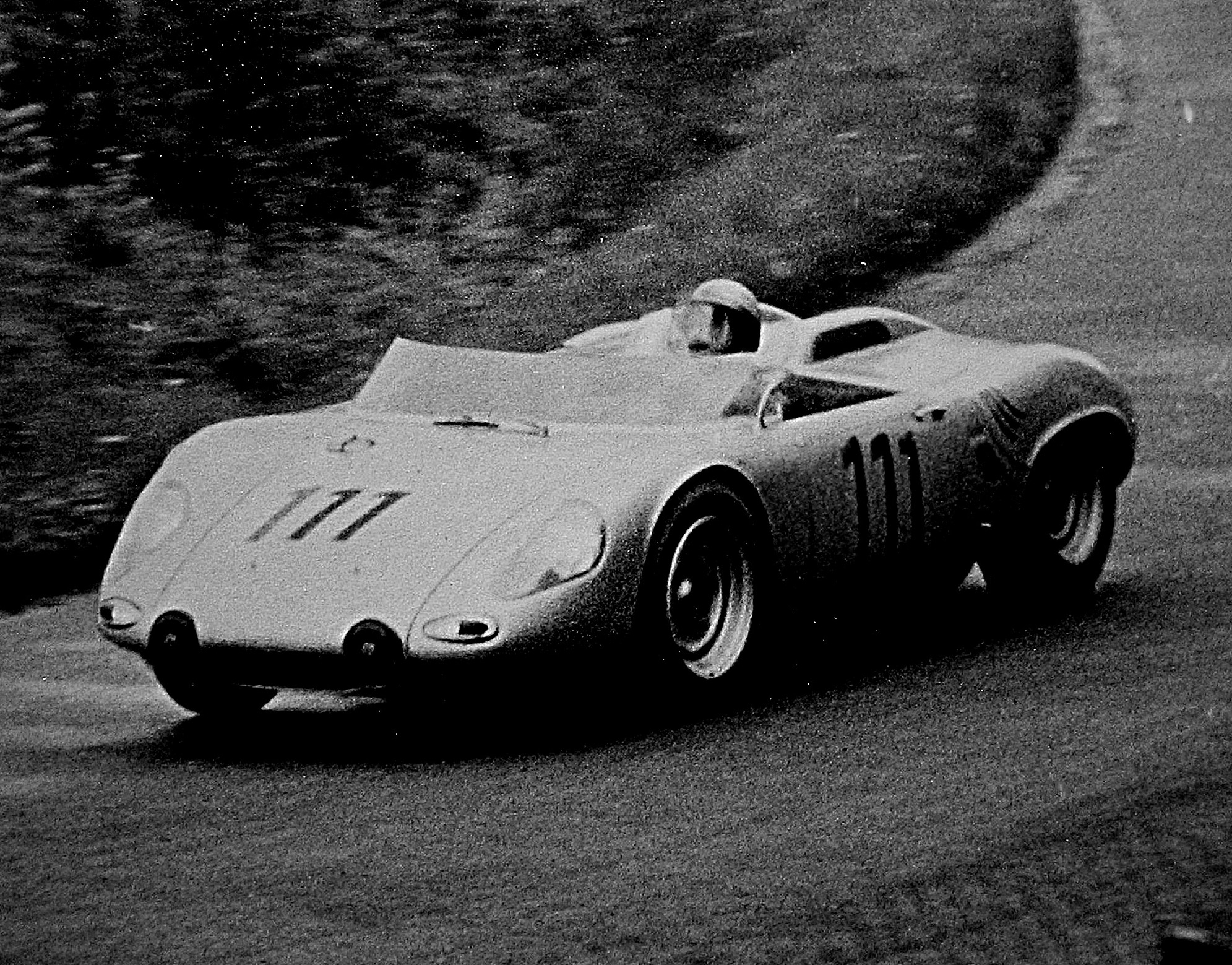
Hans Herrmann conduciendo un RS 61 en Nürburgring, 1962

Hans Herrmann (Stuttgart, Alemania, 23 de febrero de 1928) es un piloto de automovilismo alemán. En las carreras de autos deportivos, obtuvo la primera victoria general en las 24 Horas de Le Mans para Porsche en 1970, en un Porsche 917. Además, corrió en Fórmula 1 en los 50 y 60.

## Carrera deportiva
La carrera deportiva de Herrmann abarca desde la cooperación con pilotos de antes de la guerra como Alfred Neubauer hasta el comienzo del dominio de Porsche en las 24 Horas de Le Mans. Participó en carreras de ruta como Mille Miglia, Targa Florio y Carrera Panamericana y es uno de los pocos testigos que quedan de esta era. Era apopado deportivamente Hans im Glück (el afortunado Hans).
Tuvo sus primeras experiencias como piloto en 1953. En la Mille Miglia en 1954, Herrmann casi fue atropellado por un tren que iba hacia Roma. Conduciendo un Porsche 550 Spyder, decidió que era demasiado tarde para un intento de frenado de todos modos, golpeó en la parte posterior del casco de su navegador Herbert Linge para hacerlo agacharse, y apenas pasaron por debajo de las barreras y antes del tren, a la sorpresa de los espectadores.
De 1954 a 1955, formó parte del equipo de la fábrica de Mercedes-Benz en Fórmula 1, junto a Juan Manuel Fangio, Karl Kling, Hermann Lang y, más tarde, Stirling Moss. Cuando los Silver Arrows volvieron para el Gran Premio de Francia de 1954 para anotarse una victoria de 1-2, Herrmann hizo la vuelta rápida, pero tuvo que retirarse. Un podio en el Gran Premio de Suiza fue su mejor resultado en ese año, donde tuvo que usar versiones anteriores del Mercedes-Benz W196, o el coche menos confiable.
En el Gran Premio de Argentina de 1955, sus compañeros de equipo Kling y Moss tuvieron que abandonar temprano debido a las condiciones extremadamente cálidas en el hemisferio sur en enero. Herrmann fue llamado para compartir monoplaza con ellos y obtener un cuarto puesto, dando un punto cada uno. Participó la Mille Miglia de 1955 con el Mercedes-Benz 300 SLR, pero tuvo que retirarse.
Un accidente en la práctica del Gran Premio de Mónaco de 1955 puso a Herrmann fuera de carrera para el resto de la temporada de 1955, a pesar de que se esperaba un regreso al Targa Florio.
Los años siguientes vieron a Herrmann compitiendo por muchas marcas en F1, como Cooper, Maserati y BRM (muchas veces en equipos privados). En el AVUS de Berlín durante el Gran Premio de Alemania de 1959, los frenos de su BRM fallaron, se estrelló, siendo arrojado del automóvil y deslizándose a lo largo de la pista con el auto volteándose en el aire.
Con diferentes versiones del Porsche 718 utilizado como deportivo y como monoplaza de Fórmula 2, Herrmann obtuvo algunas victorias para Porsche, principalmente las 12 Horas de Sebring y Targa Florio de 1960. Cuando la versión monoplaza abierta del 718 pasó a ser elegible para la Fórmula 1 en 1961 debido a los cambios en las reglas, Herrmann terminó noveno en Mónaco y 15º en Países Bajos (este último para la Ecurie Maarsbergen). Abandonó Porsche al comienzo de la temporada de 1962.

Con los vehículos pequeños de la marca italiana Abarth, Herrmann pasó de 1962 a 1965 conduciendo en carreras menores y eventos de escalada. Solo obtuvo triunfos absolutos en eventos de carreras de autos deportivos menores, como en AVUS o en los 500 km de Nürburgring..Durante unas prácticas en Schauinsland en 1965, Hans se retiró y regresó a casa para presenciar el nacimiento de su hijo, Dino. Al final del año dejó Abarth para siempre y regresó al fabricante más cerca de su casa.

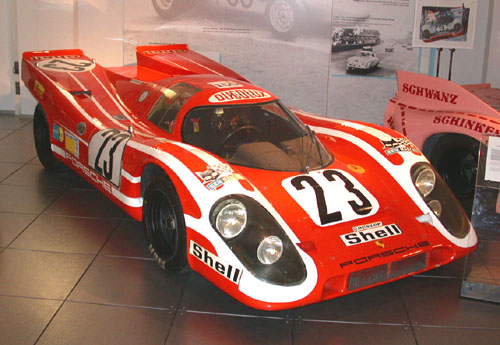
Porsche 917K de Herrmann y Attwood, ganador de las 24 Horas de Le Mans 1970

En 1966 regresó a Porsche para un regreso en el Campeonato Mundial de Sport Prototipos, ya que Porsche comenzó un serio esfuerzo allí. Después de varios podios con los aún menos potentes Porsche 906 de dos litros y modelos posteriores, ganó las 24 Horas de Daytona de 1968 en un 907, así como las 12 Horas de Sebring nuevamente, ahora junto con el suizo Jo Siffert. La victoria general de los 1000 km de Nürburgring siempre se le escapó, aunque Herrmann había participado en cada una de estas carreras en Nürburgring desde que se presentaron en 1953, y terminó en segundo lugar tres veces consecutivas desde 1968 hasta 1970, detrás de sus compañeros Jo Siffert y/o Vic Elford.
Herrmann se perdió la victoria en las 24 Horas de Le Mans de 1969 con un 908 por solo 120 metros, pero fue él quien finalmente anotó la primera victoria general en las 24 Horas para Porsche en 1970. Fue asignado a Porsche Salzburg, el equipo respaldado por la fábrica con sede en Austria, propiedad de la familia Porsche, que principalmente ingresaba en automóviles pintados de rojo y blanco, los colores austriacos. Bajo una fuerte lluvia, él y su compañero de equipo Richard Attwood «sobrevivieron» con su Porsche 917K #23 como el mejor de solo siete autos finalistas.

### Retiro
Medio en broma, le había prometido a su esposa antes de la carrera de Le Mans que se retiraría en caso de una victoria allí. Habiendo presenciado accidentes fatales de colegas demasiadas veces, por ejemplo, antes del Gran Premio de Alemania de 1969, cuando murió su compañero de equipo y vecino Gerhard Mitter, el piloto de 42 años anunció su retiro en la televisión, después de haber conducido el auto ganador en un desfile por Stuttgart desde la fábrica hasta el ayuntamiento. Para salir de su contrato con Porsche Salzburg, Herrmann tuvo que recomendarle un conductor de reemplazo a Luise Piech.
Usando sus contactos, Herrmann construyó una empresa exitosa para suministros automotrices. Fue secuestrado una vez en la década de 1990 y se mantuvo en el baúl de un automóvil durante muchas horas antes de escapar.
Herrmann se ha mantenido comprometido con la comunidad de carreras durante su retiro, demostrando autos históricos en eventos como el Solitude-Revival.
Hans es el único participante vivo de la cuarta, quinta y octava temporada de la Fórmula 1.

## Resultados

### Fórmula 1
(Clave) (negrita indica pole position) (cursiva indica vuelta rápida)

| Año     | Escudería                  | 1      | 2       | 3   | 4       | 5       | 6       | 7       | 8       | 9       | 10      | 11    | Pos. | Puntos |
| ------- | -------------------------- | ------ | ------- | --- | ------- | ------- | ------- | ------- | ------- | ------- | ------- | ----- | ---- | ------ |
| 1953    | Hans Herrmann              | ARG    | 500     | NED | BEL     | FRA     | GBR     | GER 9   | SUI     | ITA     |         |       | NC   | 0      |
| 1954    | Daimler Benz AG            | ARG    | 500     | BEL | FRA Ret | GBR     | GER Ret | SUI 3   | ITA 4   | ESP Ret |         |       | 7°   | 8      |
| 1955    | Daimler Benz AG            | ARG 4‡ | MON DNQ | 500 | BEL     | NED     | GBR     | ITA     |         |         |         |       | 22°  | 1      |
| 1957    | Officine Alfieri Maserati  | ARG    | MON DNQ | 500 | FRA     | GBR     |         |         |         |         |         |       | NC   | 0      |
| 1957    | Scuderia Centro Sud        |        |         |     |         |         | GER Ret | PES     | ITA     |         |         |       | NC   | 0      |
| 1958    | Scuderia Centro Sud        | ARG    | MON     | NED | 500     | NED     | FRA     | GBR     | GER Ret | POR     |         |       | NC   | 0      |
| 1958    | Jo Bonnier                 |        |         |     |         |         |         |         |         |         | ITA Ret | MAR 9 | NC   | 0      |
| 1959    | Scuderia Centro Sud        | MON    | 500     | NED | FRA     | GBR Ret |         |         |         |         |         |       | NC   | 0      |
| 1959    | British Racing Partnership |        |         |     |         |         | GER Ret | POR     | ITA     | USA     |         |       | NC   | 0      |
| 1960    | Porsche System Engineering | ARG    | MON     | 500 | NED     | BEL     | FRA     | GBR     | POR     | ITA 6   | USA     |       | 28°  | 1      |
| 1961    | Porsche System Engineering | MON 9  |         |     |         |         | GER 13  | ITA     | USA     |         |         |       | NC   | 0      |
| 1961    | Ecurie Maarsbergen         |        | NED 15  | BEL | FRA     | GBR     |         |         |         |         |         |       | NC   | 0      |
| 1966    | Roy Winkelmann Racing      | MON    | BEL     | FRA | GBR     | NED     | GER 11  | ITA     | USA     | MEX     |         |       | NC   | 0      |
| 1969    | Roy Winkelmann Racing      | RSA    | ESP     | MON | NED     | FRA     | GBR     | GER DNS | CAN     | ITA     | USA     | MEX   | NC   | 0      |
| Fuente: |                            |        |         |     |         |         |         |         |         |         |         |       |      |        |